# On purge bébé (film)
Pour les articles homonymes, voir On purge bébé (homonymie).
Pour plus de détails, voir Fiche technique et Distribution.
On purge bébé est un film français réalisé par Jean Renoir, sorti en 1931, adaptation de la pièce éponyme de Georges Feydeau.

## Synopsis
Monsieur Follavoine cherche à décrocher le marché des pots de chambre incassables à destination de l’armée française. Pour tenter de conclure l’affaire, il invite à dîner Chouilloux, fonctionnaire influent du ministère des Armées, son épouse et l’amant de celle-ci. Mais ce jour-là, le fils Follavoine est constipé et ne veut pas prendre sa purge et rien ne se passe comme prévu.

## Commentaires
On purge bébé est le premier film parlant de Jean Renoir. Il l'a principalement réalisé pour pouvoir faire le suivant, La Chienne, qui nécessitait un budget important.
En tournant On purge bébé en moins d'une semaine, en le montant la semaine suivante et en le sortant dans la foulée, Renoir voulait montrer aux producteurs qu'il était capable de travailler très rapidement et de leur faire gagner de l'argent : On purge bébé fut un gros succès à sa sortie[réf. souhaitée].

## Fiche technique
- Titre : On purge bébé
- Réalisation : Jean Renoir
- Assistants : Claude Heymann et Pierre Schwab
- Scénario : Jean Renoir et Pierre Prévert d’après Georges Feydeau
- Musique : Paul Misraki
- Photographie : Theodor Sparkuhl, assisté de Roger Hubert
- Montage : Jean Mamy
- Décors : Gabriel Scognamillo
- Photographe de plateau : Roger Forster
- Son : Dennis Scanlon, Robert Bugnon
- Production : Pierre Braunberger et Roger Richebé
- Directeur de production : Charles David
- Administrateur : Roger Woog
- Pays d'origine :  France
- Tournage : du 25 au 31 mars 1931 aux Studios de Billancourt
- Format : Noir et blanc - 1,37:1 - Mono - 35 mm
- Enregistrement : Western-Electric
- Genre : Comédie
- Durée : 47 minutes (1,700 m)
- Date de sortie : 21 juin 1931 au Roxy à Paris
- Affiche : Roger Cartier (France)

## Distribution
- Jacques Louvigny : Bastien Follavoine, concepteur du vase de nuit
- Marguerite Pierry : Julie Follavoine, sa femme
- Sacha Tarride : Hervé Follavoine dit Toto, leur petit garçon
- Michel Simon : Adhéaume Chouilloux, fonctionnaire au Ministère des Armées
- Olga Valery : Mme Clémence Chouilloux, sa femme
- Nicole Fernandez : Rose, la bonne des Follavoine
- Fernandel : Horace Truchet, amant de Mme Chouilloux

## Remakes pour la télévision
- On purge bébé (1961) de Marcel Bluwal avec Jacqueline Maillan et Jean Poiret ;
- On purge bébé (1979) de Jeannette Hubert avec Bernard Blier et Danielle Darrieux ;
- On purge bébé (1996) de Yves-André Hubert avec Michel Galabru.